# Rashard Kelly
Rashard DaeQuan Kelly (Fredericksburg, 22 agosto 1995) è un cestista statunitense.